# Claire Nebout
Pour les articles homonymes, voir Nebout.
Claire Nebout est une actrice et ancienne danseuse française, née le 20 mai 1964 à Bourg-la-Reine.

## Biographie

### Jeunesse et formations
Claire Nebout arrête le lycée à seize ans pour devenir danseuse et chorégraphe. Elle étudie au Centre international de danse, avant de se spécialiser en danse contemporaine.

### Carrière
Claire Nebout joue un rôle en 1985 dans un court-métrage, Épreuve en double. Cela lui vaut d'être repérée par le réalisateur André Téchiné, qui lui offre un rôle dans son film Le Lieu du crime, aux côtés de Catherine Deneuve et de Wadeck Stanczak dont elle interprète la petite amie.
Dans la première partie de sa carrière, son physique de femme fatale lui permet de jouer le rôle de la belle Claire dans le film Association de malfaiteurs de Claude Zidi.
Par la suite, elle interprète le rôle du très ambigu Chevalier d'Éon dans le film Beaumarchais, l'insolent d'Édouard Molinaro.
C'est cependant son rôle dans la série télévisée La Rivière Espérance de Josée Dayan qui la fait connaitre du grand public, durant l'été 1995.
En 1999, elle joue Mme Bouisse, une cliente très exhibitionniste, dans le film Vénus Beauté (Institut). Le film Éros thérapie lui permet de jouer une dominatrice SM nommée Dréanne.
Dans le film Président, elle interprète un second rôle nettement plus classique, celui de la femme du Président de la République française.
Elle est aussi présente au théâtre et dans de nombreux téléfilms.

### Vie privée
Elle partage sa vie avec Frédéric Taddeï, journaliste, présentateur, et animateur de télévision avec qui elle a eu un fils, Diego, né en 1999. Sa première fille Alice est née d'une précédente union.

## Filmographie

### Cinéma

#### Longs métrages
- 1986 : Le Lieu du crime d'André Téchiné : Alice
- 1986 : La Femme secrète de Sébastien Grall : Marie
- 1987 : Nuit docile de Guy Gilles : Stella
- 1987 : Association de malfaiteurs  de Claude Zidi : Claire
- 1987 : Spirale de Christopher Frank : Simorre
- 1988 : Una notte, un sogno de Massimo Manuelli : Silvia
- 1990 : Moody Beach de Richard Roy : Laurence
- 1991 : Au pays des Juliets de Mehdi Charef : Henriette
- 1992 : Autour du désir (La condanna) de Marco Bellocchio : Sandra Celestini
- 1993 : Archipel de Pierre Granier-Deferre : Alexandra Hamilton
- 1996 : Beaumarchais, l'insolent d'Édouard Molinaro : Chevalier d'Éon
- 1996 : Ponette de Jacques Doillon : la tante
- 1997 : Le Bossu de Philippe de Broca : Blanche
- 1998 : Cantique de la racaille de Vincent Ravalec : Patricia
- 1999 : Vénus Beauté (Institut) de Tonie Marshall : Mme Bouisse
- 1999 : Peau neuve d'Émilie Deleuze : Isabelle
- 2000 : Regarde-moi de Frédéric Sojcher
- 2004 : Éros thérapie de Danièle Dubroux : Dréanne
- 2005 : Trois couples en quête d'orages de Jacques Otmezguine : Estelle
- 2005 : Douches froides de Antony Cordier : Mathilde Steiner
- 2006 : On va s'aimer de Ivan Calbérac : Frédérique
- 2006 : Président de Lionel Delplanque : Mathilde, la femme du Président
- 2008 : Cortex de Nicolas Boukhrief : Sandra
- 2008 : Deux Jours à tuer de Jean Becker : Clara
- 2009 : La différence, c'est que c'est pas pareil de Pascal Laëthier : Diane
- 2012 : Dubaï Flamingo de Delphine Kreuter : la chanteuse
- 2015 : Graziella de Mehdi Charef : Alice

#### Courts métrages
- 1985 : Épreuve en double de Jean-Luc Piacentino
- 1986 : Claire X et la cité rose de Rémi Loca : Claire X
- 1987 : Le Temps d'une cigarette de Michel Momy : la jeune fille
- 1988 : Reste Encore de Kent : la jeune femme
- 1991 : Tout recommencer de Franck Chiche
- 1994 : Vroum-vroum de Frédéric Sojcher
- 1995 : Sale rencontre de Laurence Duhamel
- 1995 : Comme tout le monde de Patricia Desmortiers : Hélène
- 1999 : Le Chant des sirènes d'Arnaud Debree
- 2001 : Un ange passe de Michel Fernandez
- 2002 : Sumoto Life de Jean Pillet : la recruteuse
- 2002 : Psykorama de Laurent Platiau
- 2003 : Raisons économiques de Sören Prévost : la femme hostile
- 2003 : Dear Hunter de Franck Saint-Cast : Nora
- 2006 : L'Aménagement du territoire de Jean Breschand : la Femme
- 2009 : Les Chiens jaunes de Tatiana Becquet Genel et Jean-Pierre Larcher : la mère
- 2010 : A la lueur des désirs de Jean-Pierre Larcher et Tatiana Becquet Genel (documentaire)
- 2010 : Haut Perchée de Sébastien Spelle
- 2011 : Le Jardin des Eden de Sébastien Ors : Madame Eden
- 2014 : Rebecca de Tatiana Becquet Genel : l'hallucination, Rebecca
- 2015 : Lilith de Tatiana Becquet Genel : Lilith

### Télévision

#### Téléfilms
- 1994 : Mort d'un gardien de la paix de Josée Dayan : Fanny Lebret
- 1999 : Un bonheur si fragile de Jacques Otmezguine : Sophie
- 1999 : Sam d'Yves Boisset : Sam Leroy
- 2001 : Les P'tits gars Ladouceur de Luc Béraud : Nadine
- 2002 : Un paradis pour deux de Pierre Sisser : Angela
- 2004 : La Ronde des Flandres  d'André Chandelle : Marie
- 2005 : Des jours et des nuits de Thierry Chabert : Clara Deligny
- 2005 : Huis clos de Jean-Louis Lorenzi : Inès
- 2006 : La Comtesse de Castiglione de Josée Dayan : Mathilde Bonaparte
- 2011 : Vivace de Pierre Boutron : Mathilde
- 2011 : Moi et ses ex de Vincent Giovanni : Marielle
- 2012 : Nos retrouvailles de Josée Dayan : Louise Maubert
- 2013 : Le Clan des Lanzac de Josée Dayan : Laurence Verneuil
- 2024 : Sur la dalle de Josée Dayan : Marie Serpentin

#### Séries télévisées
- 1989 : Coplan : de Peter Kassovitz : Julia (mini-série, épisode 2 : L'Ange et le serpent)
- 1989 : Orages d'été de Jean Sagols : Christine Esnault
- 1990 : V comme vengeance de Luc Béraud : Corinne (téléfilm 7 : Vol d'enfant)
- 1990 : Orages d'été, avis de tempête de Jean Sagols : Christine Esnault
- 1994 : Julie Lescaut de Josée Dayan : Carole (saison 3, épisode 1 : Ville haute, ville basse)
- 1995 : La Rivière Espérance de Josée Dayan : Émeline Lombard
- 1998 : Terre violente de Michael Offer : Hélène
- 2000 : Le Grand Patron de Claude-Michel Rome : Georgia Elbaz (épisode 1 : L'Esprit de famille)
- 2001 : Le Grand Patron de Claude-Michel Rome : Georgia Elbaz (épisode 2 : Pari sur la vie)
- 2001 : Les P'tits gars Ladouceur de Luc Béraud : Nadine
- 2002 : Vertiges : Cauchemars de Douglas Law : Clara
- 2002 : Un paradis pour deux de Pierre Sisser : Angela
- 2003 : Anomalies passagères de Nadia Fares Anliker : France
- 2004 :  La Ronde des Flandres  d'André Chandelle : Marie
- 2005 : Des jours et des nuits de Thierry Chabert : Clara Deligny
- 2006 : Laura, le compte à rebours a commencé de Jean-Teddy Filippe : Viviane, la belle-mère de Laura
- 2008 - 2015 : Nicolas Le Floch : La Paulet
- 2011 : Moi et ses ex de Vincent Giovanni : Marielle
- 2011 - 2014 : Le Sang de la vigne de Marc Rivière : France
- 2012 : Clash de Pascal Lahmani : Sylvia
- 2015 : La Vie devant elles de Gabriel Aghion : Valérie (saison 1)
- 2016 : Capitaine Marleau de Josée Dayan : Milena Férey (saison 1, épisode 4 : Brouillard en thalasso)
- 2017 : Louis(e) d'Arnauld Mercadier : Louise
- 2017 : La Vie devant elles de Gabriel Aghion : Valérie (saison 2)
- 2020 : Demain nous appartient : Nadine Barreau (saison 3)
- 2021 : Capitaine Marleau de Josée Dayan : Geneviève (saison 4, épisode 4 : L'Homme qui brûle)

## Théâtre
- 1989 : Les Parisiens ou l'été de la mémoire des abeilles de Pascal Rambert, mise en scène de l'auteur, Festival d'Avignon
- 2000 : Huis clos de Jean-Paul Sartre, mise en scène Robert Hossein, Théâtre Marigny
- 2002 : Les Monologues du vagin d'Eve Ensler, mise en scène Isabelle Rattier, Comédie de Paris
- 2003 : Les Monologues du vagin d'Eve Ensler, mise en scène Isabelle Rattier, Petit Théâtre de Paris
- 2007 : La Vérité toute nue de David Lodge, mise en scène Christophe Correia, Théâtre Marigny
- 2008 : Réception de Serge Valletti, mise en scène Christophe Correia, Théâtre des Mathurins
- 2009 : Ne pas oublier de (mourir) vivre de Frédéric Mancier et Bernard Larré, mise en scène Régis Santon, Théâtre du Chien qui fume, Festival d'Avignon Off
- 2012 : Simpatico de Sam Shepard, mise en scène Didier Long, Théâtre Marigny
- 2013 : La Belle De Cadiz de Mohamed Rouabhi, mise en scène Mohamed Rouabhi, Théâtre de la Commune Aubervilliers
- 2015 : Danser à Lughnasa, de Brian Friel, mise en scène Didier Long, Théâtre de l'Atelier
- 2019 : 2+2 de Cyril Gély et Éric Rouquette, mise en scène Jeoffrey Bourdenet, Théâtre Tristan-Bernard
- 2022 : Viva Frida de Didier Goupil, mise en scène Karell Prugnaud